# Billy Gonsalves
Adelino William „Billy“ Gonsalves (* 10. August 1908 in Portsmouth (Rhode Island); † 17. Juli 1977 in Kearny (New Jersey)) war ein US-amerikanischer Fußballspieler.

## Karriere

### Vereine
Gonsalves spielte von 1926 bis 1952 für zahlreiche US-amerikanische Vereine in unterschiedlichen Ligen. Mit drei von ihnen wurde er jeweils US-amerikanischer Meister in der American Soccer League und mit sechs von ihnen gewann er insgesamt siebenmal den US-amerikanischen Pokal.

### Nationalmannschaft
Gonsalves gehörte der Nationalmannschaft der Vereinigten Staaten an, für die er sechs Länderspiele bestritt, vier im Jahr 1930 und zwei im Jahr 1934. Bei seinem Debüt als Nationalspieler erzielte er am 17. August 1930 in Rio de Janeiro bei der 3:4-Niederlage im Testspiel gegen die Nationalmannschaft Brasiliens ein Tor. Ferner gehörte er zum Aufgebot für die erste Weltmeisterschaft 1930 in Uruguay und zum Aufgebot für die zweite WM 1934 in Italien. In beiden Turnieren kam er als Stürmer insgesamt zu vier Einsätzen. Sein letztes Länderspiel bestritt er am 27. Mai 1934 in Rom bei der 1:7-Niederlage im WM-Achtelfinale gegen die italienische Nationalmannschaft.
Gonsalves wurde in die National Soccer Hall of Fame aufgenommen.

## Erfolge
- US-amerikanischer Meister
  - 1928 (mit dem Boston Soccer Club)
  - 1930 (mit den Fall River FC)
  - 1932 (mit den New Bedford Whalers)
- US-amerikanischer Pokalsieger
  - 1930 (mit den Fall River FC)
  - 1931 (mit den New York Giants)
  - 1932 (mit den New Bedford Whalers)
  - 1934 (mit den Stix, Baer and Fuller St. Louis)
  - 1935 (mit den St. Louis Central Breweries)
  - 1943, 1944 (mit Brooklyn Hispano)